# 드라이빙 미스 데이지
《드라이빙 미스 데이지》(영어: Driving Miss Daisy)는 1989년에 개봉한 미국의 코미디 드라마 영화이다. 1988년 퓰리처상 연극 부문 수상작인 앨프리드 유리(Alfred Uhry)의 동명 연극에 기반했으며, 브루스 베리스퍼드가 감독을 맡았다. 모건 프리먼이 오프브로드웨이 공연에서 맡았던 흑인 운전기사 호크 역을 그대로 연기하고, 제시카 탠디가 미스 데이지 역을 맡았다. 영화는 미스 데이지의 집안 생활, 유대교 회당, 친구, 두려움, 걱정 등을 비롯하여 주변 인간 관계와 감정에 중점을 두고 미스 데이지와 그녀의 관점을 묘사한다.
1990년 제62회 아카데미상에서 작품상, 여우주연상, 각색상, 분장상을 수상하였다.

## 줄거리
1948년 부유한 72살 유대인 미스 데이지는 남편과 사별한 뒤 애틀랜타에서 흑인 가정부 아이델라와 살고 있다.
어느 날 미스 데이지는 1946 크라이슬러 윈저를 몰다가 이웃 마당에 박는 사고를 낸다. 40살 아들 불리는 미스 데이지를 위해 허드슨 코머도어를 산 뒤 전속 운전기사로 60살 흑인 호크를 고용한다.
미스 데이지는 초반엔 어떻게든 호크를 쫓아내려고 궁리하지만 차차 호크에게 마음을 연다. 은퇴한 교사이기도 한 미스 데이지는 호크에게 글자 읽는 법을 가르친다.
1963년 아이델라가 죽자 데이지는 새 가정부를 들이지 않고 본인이 직접 집안일을 돌본다.
이후 한 유대교 회당에 폭탄이 터지면서 미스 데이지는 남부에 흑인을 향한 인종차별만 만연한 게 아니며, 본인 역시 차별 대상에 속한다는 사실을 깨닫는다. 미스 데이지는 마틴 루서 킹 주니어가 연설하기로 예정돼있는 만찬에 불리를 데려가려고 하지만 불리는 백인 사업 관계자들 눈을 염려하며 호크를 데려가라고 한다. 그러나 미스 데이지가 초대를 하려고 말을 꺼낸 방식을 무례하게 여긴 호크는 차에 남아 라디오로 대신 연설을 듣는다.
1971년 치매 증상을 보이기 시작한 미스 데이지는 호크를 "가장 친한 친구"로 묘사한다. 불리는 미스 데이지를 양로원에 모신다.
1973년 65살이 된 불리는 85살이 된 호크를 태우고 이제 97살이 된 미스 데이지가 있는 양로원에 방문한다. 호크가 미스 데이지에게 추수감사절 파이를 다정하게 먹이며 영화는 끝이 난다.

## 출연
- 모건 프리먼 - 호크 콜번 역
- 제시카 탠디 - 데이지 워던 역
- 댄 애크로이드 - 불리 워던 역
- 패티 루폰 - 플로린 워던 역
- 에스터 롤 - 아이델라 역
- 윌리엄 홀 주니어 - 오스카 역
- 크리스털 R. 폭스 - 케이티 벨 역

## 우리말 녹음
MBC 성우진 (1991년 2월 16일)
- 김은영 - 데이지 워던(제시카 탠디)
- 배한성 - 호크 콜번(모건 프리먼)